# Orbis (Renânia-Palatinado)
Orbis (Renânia-Palatinado) é um município da Alemanha localizado no distrito (Kreis ou Landkreis) de Donnersbergkreis, na associação municipal de Verbandsgemeinde Kirchheimbolanden, no estado da Renânia-Palatinado.